# Crna Trava
Crna Trava (Servisch: Црна Трава) is een gemeente in het Servische district Jablanica.
Crna Trava telt 1.219 inwoners (2018). De oppervlakte bedraagt 312 km², de bevolkingsdichtheid is 4 inwoners per km².

## Bevolking
In het jaar 2017 telt de gemeente Crna Trava 1.278 inwoners (624 vrouwen en 654 mannen), waarmee het qua inwoners de kleinste gemeente van Servië is. De gemeente Crna Trava heeft al decennialang te kampen met een intensieve bevolkingskrimp. Kort na de Tweede Wereldoorlog leefden er bijvoorbeeld nog 13.614 mensen in de gemeente Crna Trava. De bevolking van Crna Trava is de afgelopen zeventig jaar met meer dan 90% afgenomen. Veel oorspronkelijke inwoners zijn woonachtig in steden als Leskovac, Niš en Belgrado. 
| Crna Trava (gemeente) | 13.614 | 12.902 | 12.319 | 9.672 | 6.366 | 3.789 | 2.563 | 1.663 | 1.278 |
| Crna Trava (dorp)     | 2.051  | 1.860  | 1.639  | 1.276 | 873   | 688   | 563   | 434   | n/a   |

De gemeente Crna Trava heeft sinds 1978 te kampen met denataliteit. In 2017 werden er slechts 7 kinderen geboren, een fikse daling vergeleken met 298 geboortes in 1961. Het aantal sterftegevallen bedroeg 45 in 2017, een halverig vergeleken met het jaar 1961 (93 sterftegevallen). De natuurlijke bevolkingsgroei daalde van +205 mensen naar -38 mensen in dezelfde periode.
De bevolking is extreem sterk aan het  vergrijzen. De gemiddelde leeftijd bedraagt inmiddels 55 jaar. Ruim 37% van de bevolking is 65 jaar of ouder. De gemiddelde levensverwachting bedraagt 72 jaar.  

### Religie
Meer dan 98% van de bevolking behoort tot de Servisch-Orthodoxe Kerk.

## Economie
Het gemiddelde salaris bedraagt 29.290 Servische dinar, ofwel ongeveer 250 euro.

### Armoede
Het risico op armoede bedraagt 53,6%. Hiermee is Crna Trava de armste gemeente in Servië.

### Werkloosheid
Crna Trava heeft te kampen met een hoge werkloosheid. In 2017 bedroeg het werkloosheidspercentage bijna een kwart van de beroepsbevolking.

### Landbouw
De landbouwproductie is economisch erg onderontwikkeld en slecht georganiseerd. De demografische situatie in Crna Trava heeft vooral de ontwikkeling van de veehouderij, de traditionele tak van de landbouw in deze regio, negatief beïnvloed. 
Er heerst een groot gebrek aan (productieve) arbeidskrachten, hetgeen leidt tot een neerwaartse spiraal van ontoereikende productie, onderontwikkeling van faciliteiten, veroudering van mechanisatie en fragmentatie van landbouwgronden.
In 2012 telt de gemeente Crna Trava zo'n 255 kleine boerenbedrijven. Hoewel steeds minder boeren zich met de extensieve veeteelt bezighouden, blijft transhumance nog wel bestaan.
| Pluimvee         | 19.836 | 5.016 |
| Schapen          | 6.741  | 1.288 |
| Runderen/Melkvee | 5.494  | 309   |
| Varkens          | 1.911  | 142   |

De veestapel is de afgelopen jaren enorm afgenomen. De meeste huishoudens houden pluimvee en een aantal schapen voor de melk en vlees.

## Onderwijs
In 2011 bedraagt de alfabetiseringsgraad 92% van de totale bevolking: 98% voor mannen en 87% voor vrouwen. De meeste analfabeten zijn vrouwen boven de zeventig jaar (85%).

## Plaatsen in de gemeente
De gemeente Crna Trava bestaat uit 25 dorpen met een inwonersaantal variërend van slechts 1 persoon in Ostrozub tot 434 inwoners in Crna Trava. 
| - Bajinci - Bankovci - Bistrica - Brod - Vus - Gornje Gare - Gradska - Darkovce - Dobro Polje | - Zlatance - Jabukovik - Jovanovce - Kalna - Krivi Del - Krstićevo - Mlačište - Obradovce - Ostrozub | - Pavličina - Preslap - Rajčetine - Ruplje - Sastav Reka - Crna Trava - Čuka |